# アヴラハム・シュテルン

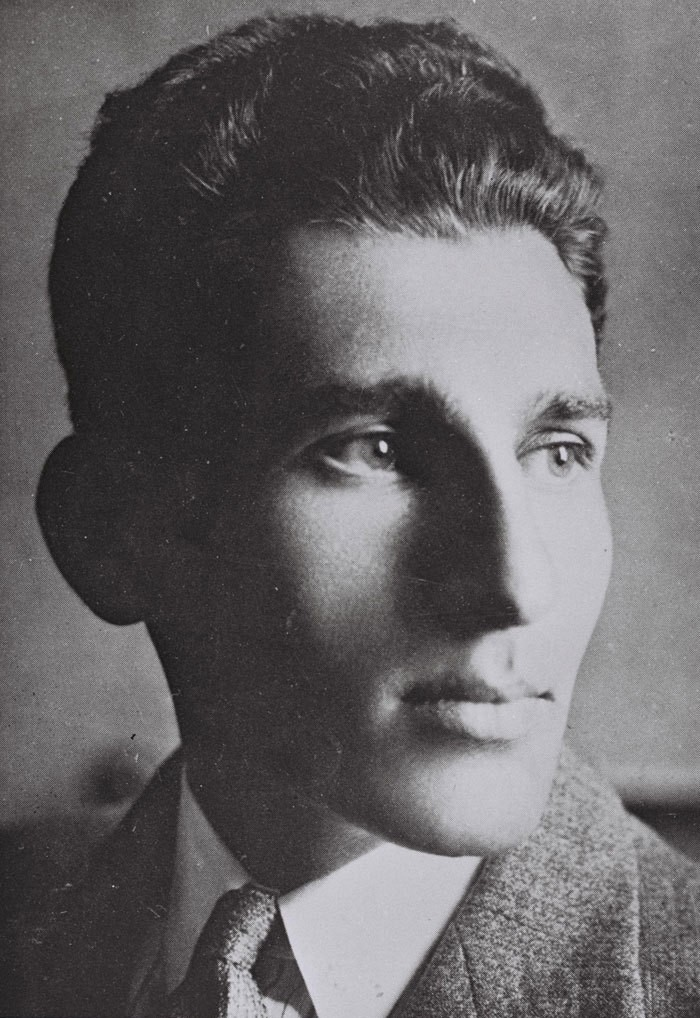
アヴラハム・シュテルン

アヴラハム・シュテルン（Avraham Shtern、ヘブライ語: אברהם שטרן、別名:ヤイール、Yair、ヘブライ語: יאיר、1907年12月23日 - 1942年2月12日）は、シオニスト革命家で詩人。また、後の『レヒ』もしくは、『シュテルン・ギャング』（当時パレスチナを委任統治していたイギリス当局による呼称）と呼ばれるシオニスト機関の創設者であり、その指導者。
弟のダヴィド・シュテルン（David Stern、1910年-2003年）は実業家を経てリクードに入党し、クネセトの議員となった。

## 半生
シュテルンはロシア帝国領ポーランドのスヴァウキでアブラハム・シュテルン（Abraham Stern）として生まれた。第一次世界大戦が勃発すると、彼の母はドイツ軍から逃れるため彼と弟ダヴィドを連れてロシアに避難した。13歳で母と別れることとなった彼はシベリアで川の水を運んで生計を立てていた。その後サンクトペテルブルクに住む叔父の世話になった彼はいったんポーランドに戻り、18歳の時にたった一人でパレスチナに移住した。
シュテルンはエルサレムのスコプス山にあるヘブライ大学のキャンパスで古典語とギリシャ・ラテン文学を学んだ。ここで彼はフールダと呼ばれる「ただヘブライ国家の復興のためだけに」という信念を規律に持つ学生団体のメンバーとなる。これは彼の初めての政治活動への参加だった。
1929年のパレスチナでの暴動の間、シュテルンはアラブ人暴徒からエルサレム旧市街を守るため、ハガナーの一員としてシナゴーグの屋上に登り、敵の監視をしていた。
彼の部隊の指揮官で友人でもあったアヴラハム・テホミ（英: Avraham Tehomi、ヘブライ: אברהם תהומי）は中央当局の庇護の元でしか動けず、防衛的意味合いの強いハガナーを脱退し、より活発で独立色の強い軍隊であるイルグン・ツヴァイ・レウミ（ヘブライ: הארגון הצבאי הלאומי בארץ ישראל、ハ-イルグン・ハ-ツヴァイ・ハ-レウミー・ベ-エレッツ・イスラエル、通称:イルグン、もしくは頭文字をとってエツェル、ユダヤ民族軍事機構。）の創設に参加した。シュテルンもこのイルグンに入隊し、1932年には幹部の道を進むことになる。
1932年から1934年の間シュテルンは数十もの詩を書き、その中で彼はユダヤの故国に対して自身のすべてを捧げる思いを激しく、官能的に表現した。アナリストのMoshe Hazaniはそれを死のエロティシズムを表すものとしている。また、彼の詩はウラジーミル・マヤコフスキーを始めとするロシアやポーランドの詩人に大きく影響を受けているとされている。イルグン、そしてレヒの初めての聖歌として採用された彼の詩「Unknown Soldiers（Anonymous Soldiers）」では、祖国で徴兵もされず「追放」され、逃げ惑いながらも、ユダヤ人たち自ら作った軍隊に参加し、誰に知られることもなく、埋められるためだけに死に物狂いで戦うユダヤ人のことが詠われている。レヒの指導者の一人イスラエル・エルダド（ヘブライ: ישראל אלדד）やウリ・ツヴィ・グリンベルグ（英: Uri Zvi Greenberg、ヘブライ: אורי צבי גרינברג）、イルグンリーダーのゼエヴ・ジャボチンスキー（ヘブライ: זאב ז'בוטינסקי）らはこの詩は組織の地下化を導くとして異議を唱えた。同じ時期に彼は、地下に隠れ、独房に座る革命家や、銃弾の雨の中で死んでいく者たちの心情を表した詩を詠っている。
| 「 | You are betrothed to me, my homeland（汝は我を故郷へ誘う） According to all the laws of Moses and Israel...（モーセとイスラエルの法に拠れば） And with my death I will bury my head in your lap（死して汝が足許に我が頭が弔われ） And you will live forever in my blood.（かくて汝が血肉として永遠ならん） | 」 |

という詩がその一つである。 
シュテルンは大学の成績優秀者の一人となり、イタリアのフィレンツェで博士号を取るための奨学金を受ける。アヴラハム・テホミはイルグンにおける彼の代理となるため、フィレンツェで彼にその許しを得た。
シュテルンは1930年代の残りの活動を東欧で費やし、ポーランドで機関の支部を創設し、ユダヤ人にパレスチナへの移民を促した。しかし、これはイギリスの統治の制約に反するものであり当局では「違法移民」とされた。
シュテルンはパレスチナのイギリス統治を終わらせるため40,000人の若いユダヤ人を軍事訓練させ、パレスチナの地へ渡航させる計画を打ち出した。そして彼は努力の結果ポーランド政府の協力を得てポーランド軍の訓練を受けさせ、武器の調達にも成功する。しかし、第二次世界大戦の勃発と共にナチス・ドイツがポーランドに侵攻し、訓練が受けられなくなり、航路も遮断されたため計画は破綻してしまった。シュテルンは戦争が始まったのと同じ日にパレスチナで拘束され、他のイルグン指揮官と共にエルサレム中央刑務所やサラファンド（現在のレバノンの町）にある拘留施設に留置された。

## レヒ創設

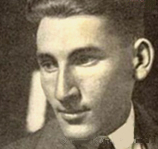
アヴラハム・シュテルン

拘留されている間、シュテルンらイルグンメンバーは今後について話し合っていた。彼は1940年8月、レヒ（Lehi、ヘブライ語でLohamei Herut Israel、イスラエル自由戦士の略、この名はシュテルンの死後つけられたもので、イギリス当局からは「シュテルン・ギャング」と呼ばれていた）を設立する。シュテルンらと袂を分かった他のイルグンメンバーは、ナチスに対抗するためイギリスに協力する方針を取ったハガナーに合流した。
シュテルンはイギリスとの協力を拒み、彼らと闘争を続けることがユダヤ人の独立国を作り、ディアスポラ（パレスチナに移住していないユダヤ人）の問題を解決する唯一の手段だと主張した。1939年のイギリスの規制（マクドナルド白書、White Paper of 1939）により移民を今後5年間で75,000人に制限し、それ以上の移民に関してはパレスチナに住むアラブ側の許可が必要とされたため、シュテルンはさらにイギリスとの対決姿勢を示したという。
シュテルンは次第にイギリスに協力したハガナーやイルグンからも疎まれ始める。しかし、彼のグループからはイスラエル建国に貢献し、後の首相となるイツハク・シャミル（ヘブライ: יצחק שמיר）、ハト派に属し、アラブとの領土割譲交渉を行ったナタン・イェリン＝モル（ヘブライ: נתן ילין-מור）、そして15年の歳月を費やし、レヒのシオニズム革命としての貢献について論文と記事を発表したイスラエル・エルダドなど、後にその能力を認められる人材も輩出された。
シュテルンは地下武装組織を作るにあたって4つの目標に焦点を当てた。
1. 新聞を発行し、さらにラジオでゲリラ戦の正当性を主張する。
2. 資金を得るために寄付を募る。また、イギリス資本の銀行ならば強盗に入ることも厭わない。
3. ヨーロッパのユダヤ人を救うために交渉を行い、力を合わせてパレスチナのイギリス統治に対抗する。
4. イギリスと対決するため実践的な軍事武装を行う。

しかし、このいずれも完全な実現には至らなかった。資金不足で発行した新聞は印刷機無しのステンシル方式で刷られ、部数がわずかな上、非常に読みにくかった。銀行強盗やゲリラ攻撃はイギリス警察官との市街での激しい銃撃戦を生む結果となり、両者とも死傷者とけが人を出した。また、ユダヤ国家樹立と在欧ユダヤ人の受け入れを条件としてナチス・ドイツやイタリアとの交渉も企図していたが、これもイギリス側のおとり捜査により明るみに出るとレヒの評判は地に落ちた。

## シュテルンの死

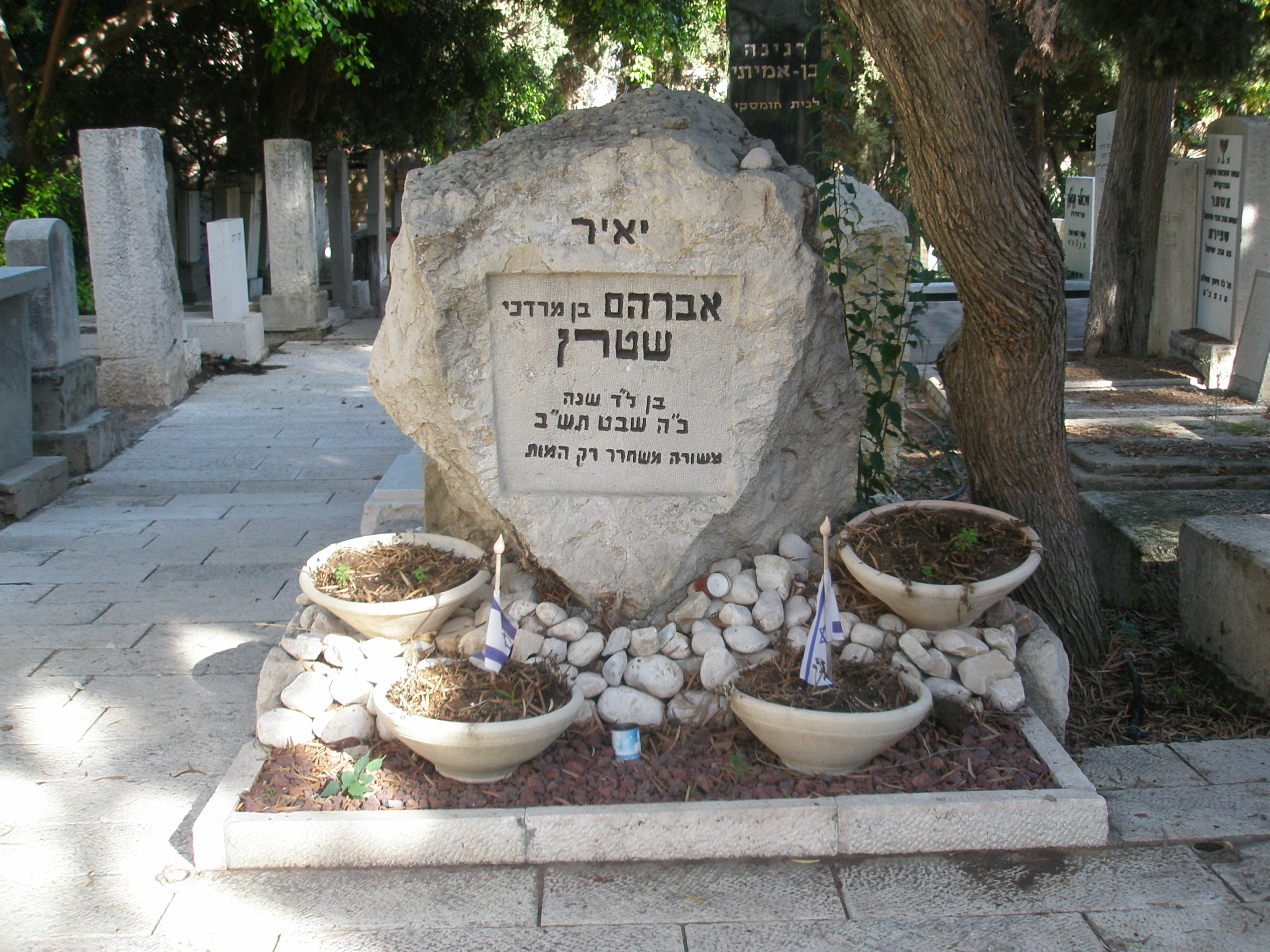
シュテルンの墓

その後、シュテルンは賞金首に掛けられ、指名手配のビラが国中に張り出された。シュテルンは折りたたみ式ベッドの入ったスーツケースを片手にテルアヴィヴの隠れ家を転々とし、レヒのメンバーのモシェとトヴァ・スヴォライの小さなアパートを借りることとなった。だがモシェとスヴォライはイギリス警官が他の隠れ家を捜索している際に捕まってしまう。この時、銃撃を受けモシェともう一人が負傷、二人のレヒメンバーが死亡している。1942年2月12日、ハガナーから連絡係を通して書簡が送られた。内容は、もしシュテルンがイギリスに反抗するのを止め投降すれば、大戦中は住居を保障するというものであった。これに対しシュテルンの返事は拒否どころか、レヒとハガナーで協力してイギリスと戦おうという提案であった。そのわずか2時間後、シュテルンの隠れ家はイギリス当局に発見され、ジェフリー・モートンと2名の警官に踏み込まれた彼はその場で手錠を掛けられた後、背後から撃たれ息絶えた。シュテルンはギヴァタイムのナハラト・イツハク墓地に埋葬された。
シュテルンの記念日には毎年政府関係者らが参加し、1978年には彼の肖像は切手になっている。彼の息子ヤイールは彼が暗殺された数ヵ月後に生まれ、イスラエルのTVのベテランニュースアンカーとして活躍している。
彼のニックネームから取ったコハヴ・ヤイール(ヘブライ語: כוכב יאיר 、英Kokhav Ya'ir)という名が1981年に誕生した町につけられた（コハヴは「星」を意味する。コハヴ・〜という名の集落は他にも存在するが、この場合はドイツ語のStern＝星にも掛けたネーミングである）。